# Erich Bäumler
Erich Bäumler (* 6. Januar 1930 in Weiden in der Oberpfalz; † 18. September 2003 in Rüsselsheim) war ein deutscher Fußballspieler.

## Laufbahn
Der vielseitige Techniker, der hauptsächlich als Stürmer eingesetzt wurde, begann seine Karriere bei der SpVgg Weiden, ehe er 1954 zu Eintracht Frankfurt wechselte. Zum Rundenende 1953/54 gelang dem Angreifer mit der Spielvereinigung durch einen 3:2-Erfolg im Entscheidungsspiel gegen Borussia Fulda der Aufstieg in die 2. Liga Süd. Er erzielte für Weiden in der 72. Minute die 2:1-Führung und wird im Spielbericht mit dem Hinweis „im Sturm überragte der kluge Techniker Bäumler“ notiert. Bäumler haftete das Image eines Pechvogels an, da er in entscheidenden Situationen seiner Karriere immer wieder von Verletzungen und Krankheiten behindert und zurückgeworfen wurde.
Während seiner Weidener Zeit wurde Bäumler 15 mal in die Bayern-Auswahl berufen, mit der er zwischen 1952 und 1954 dreimal hintereinander den DFB-Länderpokal gewann. 1952 war er für den Kader der deutschen Olympiaauswahl vorgesehen, wurde jedoch in letzter Minute gestrichen.
1956 trug Bäumler dreimal das deutsche Nationaltrikot – zunächst am 31. Mai 1956 in Barcelona beim B-Länderspiel gegen Spanien (3:1), bei dem dem Angreifer ebenso ein Tor gelang wie beim A-Länderspiel am 13. Juni 1956 in Oslo gegen Norwegen (3:1). Der letzte DFB-Einsatz Bäumlers war das B-Länderspiel am 15. September 1956 in Moskau gegen die Sowjetunion (1:3), bei dem Bäumler für Bernhard Termath eingewechselt wurde und ohne Tor blieb. Nachdem er sich daraufhin bei einem Testspiel der Nationalspieler eine schwere Knieverletzung zuzog, war seine Nationalspielerkarriere dadurch beendet.
Für Eintracht Frankfurt wurde Bäumler in über 300 Spielen der ersten Mannschaft eingesetzt, davon waren 110 Oberligaspiele, in denen er 41 Tore erzielte. An den bis dahin größten Vereinserfolgen, der deutschen Fußballmeisterschaft 1959 und dem Einzug in das Endspiel um den Europapokal der Landesmeister 1960, war Bäumler maßgeblich beteiligt, konnte in beiden Fällen jedoch wegen Krankheit beziehungsweise Verletzung nicht an den jeweiligen Endspielen teilnehmen.
Nach seiner Frankfurter Zeit wechselte Bäumler 1960 zum 1. FSV Mainz 05, für den er in 56 Oberligaspielen 26 Tore schoss. Ab 1962 führte er seine Karriere bei Opel Rüsselsheim weiter, wo er ebenso wie bei Mainz 05 sowie der SG Hoechst, der SG Egelsbach, dem VfR Groß-Gerau und der SG Kelkheim nach seiner aktiven Zeit als Trainer tätig war.
Beruflich war Bäumler anschließend zunächst Fahrdienstleiter bei der Bundesbahn, später Leiter des Liegenschaftsamtes in Rüsselsheim.

## Spielerstationen
- SpVgg Weiden (1945–54)
- Eintracht Frankfurt (1954–60)
- FSV Mainz 05 (1960–62)
- Opel Rüsselsheim (1962–65)[2]